# Aeroknox XM556
La XM556 es una ametralladora rotativa desarrollada por Aeroknox. Dispara el cartucho 5,56 x 45 OTAN y es la primera ametralladora portátil de su tipo.
La XM556 Microgun fue diseñada para disparar el cartucho 5,56 x 45 OTAN. Esta arma de supresión defensiva es significativamente más pequeña y más ligera que la M134. Supuestamente se colocaría donde fuese necesaria una alta cadencia de fuego supresor sin el peso o el afuste de la M134. La actual XM556 es más pequeña y ligera que algunas ametralladoras ligeras actuales de 5,56 mm dispnibles en el mercado de armas, como la M249 SAW, con cuatro veces la cadencia de disparo.
El XM556 es un nuevo sistema de plataforma que fue diseñado desde cero. Sus piezas no sólo son una réplica de menor tamaño de aquellas de la M134, sino son de diseño único. Se creó y diseñó un nuevo modelo de cerrojo, para eliminar los problemas de los cerrojos de la M134. Los cerrojos, combinados con muchas otras mejoras, no sólo se hicieron para prolongar la vida útil de la ametralladora, sino para reducir el desgaste y también reducir o eliminar los encasquillamientos.